# 阪神コンテンツリンク
株式会社阪神コンテンツリンク（はんしんコンテンツリンク）は、音楽ビジネス事業、ビルボードライブの運営、阪神タイガース映像コンテンツ事業、広告・販促企画などの事業を展開する阪神電気鉄道の完全子会社。

## 主な事業

### タイガースアイ
プロ野球チーム、阪神タイガースの試合のテレビ中継の映像制作・配信を行っている。

### 阪神エージェンシー
阪神電鉄の電車内広告や阪神甲子園球場内の広告代理、または広告の企画制作などを手がけている。

### ビルボード

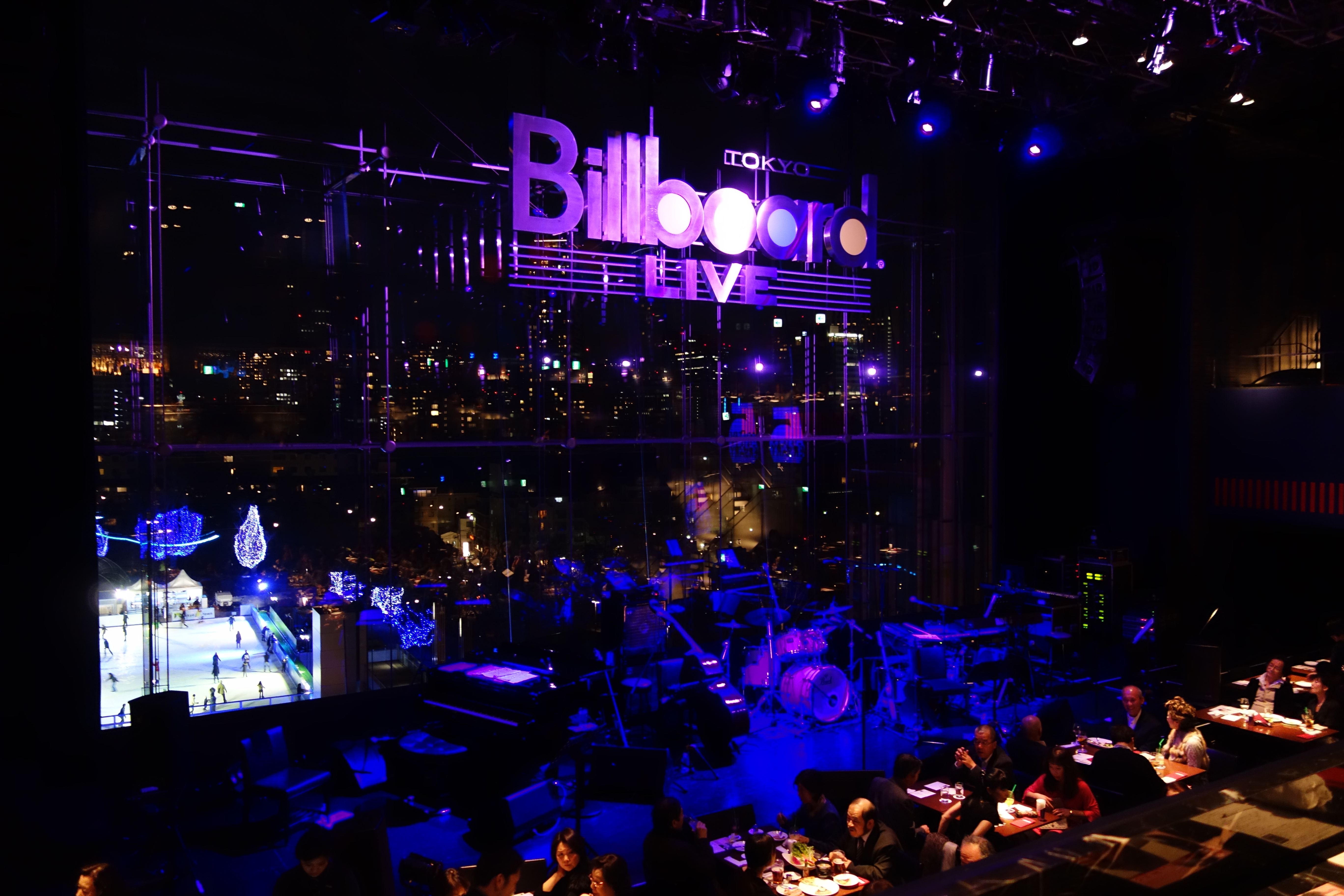
Billboard LIVE TOKYO

2006年8月24日付で、VNU Business Media, Inc.（本社：米国ニューヨーク州）と、“ビルボード（Billboard）”ブランドの日本における独占的マスターライセンスを阪神コンテンツリンクが取得。ビルボードライブ（Billboard Live）”（クラブ＆レストラン）を、2007年8月に東京（赤坂9丁目東京ミッドタウン内）・大阪（梅田2丁目）、福岡（天神）で開業した。大阪については同社が運営していたブルーノートからの店名変更であり、福岡についてはブルーノートと同じ場所での再開店である。さらに2020年7月には横浜（北仲通地区）で正式開業している。
また、日本国内の音楽チャート・Billboard JAPANの運営、ライブ音源や映像の制作販売、TV・ラジオ番組の制作など、“ビルボード”ブランドのサブライセンス営業も展開する。

#### ビルボード・レコード
2011年にはレーベル事業を開始、4月には公式サイトを立ち上げ、5月に第一弾としてノーナ・リーヴスのChoiceをiTunes Storeにて配信を開始した。

## 沿革
- 1989年9月 - 株式会社阪神ブルーノート設立（大阪ブルーノートの運営）
- 1990年3月 - 株式会社阪神エンタテインメントインタナショナル設立
- 2002年4月 - 阪神ブルーノートと阪神エンタテインメントインタナショナルが合併、阪神コンテンツリンク設立（継承会社は阪神ブルーノート）
- 2003年2月 - 阪神交通社を合併

## 事業所
- 本社 - 大阪府大阪市福島区海老江一丁目1番31号　阪神野田センタービル10F
- 東京支店 - 東京都港区六本木一丁目8番7号　MFPR六本木麻布台ビル6F
- 梅田事務所 - 大阪府大阪市北区梅田二丁目4番13号　阪神産経桜橋ビル1102号
- 大阪事業所 - 大阪府大阪市福島区鷺洲一丁目9番2号
- 福岡出張所 - 福岡県福岡市中央区平尾四丁目4番7号 2F-C
- ビルボードライブ大阪 - 大阪府大阪市北区梅田二丁目2番22号　ハービスPLAZA ENT B2F
- ビルボードライブ東京 - 東京都港区赤坂九丁目7番4号　東京ミッドタウン ガーデンテラス4F
- ビルボードライブ横浜 - 神奈川県横浜市中区北仲通五丁目57番2号　KITANAKA BRICK&WHITE1F
- ソウルバード ミュージックスクール - 大阪府大阪市福島区福島五丁目1番12号　阪神福島駅ビル2階
- ロサンゼルス支店 - アメリカ合衆国カリフォルニア州ロサンゼルスサンタモニカ